# Alizaringelb GG
Alizaringelb GG ist eine chemische Verbindung aus der Gruppe der Azofarbstoffe.

## Darstellung
Alizaringelb GG erhält man durch Diazotierung von 3-Nitroanilin und Kupplung der Diazoniumverbindung mit Salicylsäure.

## Eigenschaften
Alizaringelb GG ist ein gelb-oranger bis bräunlicher Feststoff, der löslich in Wasser ist. Er wird als Indikator verwendet, da er die Farbe von Gelb bei einem pH-Wert von 10 zu Orange bei einem pH-Wert von 12 wechselt.

## Verwendung
Alizaringelb GG wird in 0,1%iger wässriger Lösung als Indikator und für die photometrische Detektion verwendet. Früher wurde er auch zur Färbung von Baumwolle eingesetzt. Als Vertreter der Beizenfarbstoffe kann er auf der Baumwollfaser mit Chromaten in einen Chromkomplex überführt werden. Dadurch erhält man eine Färbung mit guten Echtheitseigenschaften.